# 小野知大
小野 知大（おの ちひろ、1999年7月22日- ）は大分県大分市出身の陸上競技選手。専門は長距離走。大分市立坂ノ市中学校、大分県立鶴崎工業高等学校卒業。旭化成陸上部を経てGMOアスリーツ所属。

## 人物
両親から「大勢の人に知ってもらえるように」という願いを込めて「知大（ちひろ）」と名付けられる。
野球少年だった小学生の頃から長距離走が得意だった。大分市立坂ノ市中学校の陸上部監督に素質を見込まれて陸上部に入部。3年時に全国中学校駅伝大会2区区間賞の走りで30人抜き、ジュニアオリンピック陸上競技大会3000mで優勝と、駅伝･トラックともに全国区の活躍を見せた。
中学校卒業後、大分県立鶴崎工業高等学校に進学。入学後すぐの2015年5月に第一回アジアユース陸上競技選手権3000mに日本代表として出場し、銀メダルを獲得した。しかしその後は、腰の疲労骨折などの故障に泣かされ、中学時代と比べると全国区での目立った活躍はなかった。
高校卒業後、「箱根駅伝に憧れはない」と、大学には進学せず旭化成に入社。入社2年目シーズンには、高校時代の故障の影響から増えていた体重を約10キロ落とし、全日本実業団対抗陸上競技選手権大会ジュニア5000mで優勝、西政幸監督に「1人で引っ張って、ぶっちぎって勝った。ジュニアじゃない」と評価された。さらに熊本甲佐10マイル公認ロードレース大会ではチーム内2番手の好走を見せ5位入賞し、高卒2年目にして大会3連覇中のニューイヤー駅伝出走メンバーを勝ち取る。迎えた2020年元日のニューイヤー駅伝では6区を担当し、首位のトヨタ自動車 から5秒差の2位でたすきを受けると、同区で二度の区間賞経験を持つ田中秀幸を4キロ過ぎで捉えて、一気に抜き首位に立つ。その後も快調に飛ばして、チームの先輩である市田宏の持つ区間新記録を36秒も更新しトヨタ自動車に46秒の差を付けアンカー7区に中継。7区を担当した鎧坂哲哉も小野が付けた勢いに乗って区間新の快走を見せ、チームは大会新記録で4連覇を果たした。

## 主な戦績
| 年   | 大会                                       | 種目(区間)      | 順位     | 記録       | 備考                 |
| ---- | ------------------------------------------ | --------------- | -------- | ---------- | -------------------- |
| 2012 | 第20回全国中学駅伝                         | 1区（3.0km）    | 区間16位 | 9分25秒    |                      |
| 2013 | 第21回全国中学駅伝                         | 2区（3.0km）    | 区間2位  | 9分11秒    |                      |
| 2014 | 第19回都道府県対抗男子駅伝                 | 2区（3.0km）    | 区間28位 | 8分56秒    | 大分県チームより出走 |
| 2014 | 第45回ジュニアオリンピック陸上競技大会     | 3000m           | 優勝     | 8分37秒60  |                      |
| 2014 | 第22回全国中学駅伝                         | 2区（3.0km）    | 区間賞   | 9分10秒    | 30人抜き             |
| 2015 | 第20回都道府県対抗男子駅伝                 | 2区（3.0km）    | 区間10位 | 8分49秒    | 大分県チームより出走 |
| 2015 | 第1回アジアユース陸上競技選手権            | 3000m           | 2位      | 8分37秒29  |                      |
| 2015 | 第66回全国高校駅伝                         | 3区（8.1075km） | 区間15位 | 24分24秒   |                      |
| 2016 | 第21回都道府県対抗男子駅伝                 | 4区（5.0km）    | 区間11位 | 14分36秒   | 大分県チームより出走 |
| 2017 | 第22回都道府県対抗男子駅伝                 | 1区（7.0km）    | 区間25位 | 20分49秒   | 大分県チームより出走 |
| 2018 | 第66回全日本実業団対抗陸上競技選手権大会   | ジュニア5000m   | 4位      | 14分29秒41 |                      |
| 2019 | 第67回全日本実業団対抗陸上競技選手権大会   | ジュニア5000m   | 優勝     | 14分09秒59 |                      |
| 2019 | 第44回熊本甲佐10マイル公認ロードレース大会 | 10マイル        | 5位      | 46分20秒   |                      |
| 2020 | 第25回都道府県対抗男子駅伝                 | 3区（8.5km）    | 区間15位 | 24分11秒   | 宮崎県チームより出走 |

### 実業団駅伝戦績
| 年度                   | 大会                               | 区間          | 区間順位 | 記録             | 総合順位   | 備考                             |
| ---------------------- | ---------------------------------- | ------------- | -------- | ---------------- | ---------- | -------------------------------- |
| 2018年度 （入社1年目） | 第55回九州実業団駅伝               | 3区（10.9km） | 区間9位  | 33分10秒         | 旭化成優勝 | ※旭化成B(オープン)チームより出走 |
| 2018年度 （入社1年目） | 第63回全日本実業団対抗駅伝競走大会 | 出走なし      | 出走なし | 出走なし         | 旭化成優勝 |                                  |
| 2019年度 （入社2年目） | 第56回九州実業団対抗毎日駅伝大会   | 3区（10.9km） | 区間6位  | 32分50秒         | 旭化成優勝 | ※旭化成B(オープン)チームより出走 |
| 2019年度 （入社2年目） | 第64回全日本実業団対抗駅伝競走大会 | 6区（12.1km） | 区間賞   | 35分13秒(区間新) | 旭化成優勝 |                                  |
| 2020年度 (入社3年目)   | 第57回九州実業団対抗毎日駅伝大会   | 3区（10.9km） | 区間5位  | 31分19秒         | 旭化成優勝 | ※旭化成B(オープン)チームより出走 |
| 2020年度 (入社3年目)   | 第65回全日本実業団対抗駅伝競走大会 | 6区（12.1km） | 区間3位  | 35分37秒         | 旭化成3位  |                                  |
| 2021年度 (入社4年目)   | 第58回九州実業団対抗毎日駅伝大会   | 4区 (13.0km)  | 区間賞   | 37分07秒(区間新) | 旭化成優勝 |                                  |
| 2021年度 (入社4年目)   | 第66回全日本実業団対抗駅伝競走大会 | 5区（15.8km） | 区間賞   | 47分46秒         | 旭化成3位  |                                  |